# Mecistocephalus manazurensis
Mecistocephalus manazurensis är en mångfotingart som beskrevs av Keizaburo Shinohara 1961. Mecistocephalus manazurensis ingår i släktet Mecistocephalus och familjen storhuvudjordkrypare. Inga underarter finns listade i Catalogue of Life.